# Billboardlistans förstaplaceringar 1960
Detta är en lista över 1960 års förstaplaceringar på Billboard Hot 100.

## Listhistorik
| Datum        | Låt                                              | Artist                           |
| 4 januari    | El Paso                                          | Marty Robbins                    |
| 11 januari   | El Paso                                          | Marty Robbins                    |
| 18 januari   | Running Bear                                     | Johnny Preston                   |
| 25 januari   | Running Bear                                     | Johnny Preston                   |
| 1 februari   | Running Bear                                     | Johnny Preston                   |
| 8 februari   | Teen Angel                                       | Mark Dinning                     |
| 15 februari  | Teen Angel                                       | Mark Dinning                     |
| 22 februari  | Theme from A Summer Place                        | Percy Faith                      |
| 29 februari  | Theme from A Summer Place                        | Percy Faith                      |
| 7 mars       | Theme from A Summer Place                        | Percy Faith                      |
| 14 mars      | Theme from A Summer Place                        | Percy Faith                      |
| 21 mars      | Theme from A Summer Place                        | Percy Faith                      |
| 28 mars      | Theme from A Summer Place                        | Percy Faith                      |
| 4 april      | Theme from A Summer Place                        | Percy Faith                      |
| 11 april     | Theme from A Summer Place:D                      | Percy Faith                      |
| 18 april     | Theme from A Summer Place                        | Percy Faith                      |
| 25 april     | Stuck On You                                     | Elvis Presley                    |
| 2 maj        | Stuck On You                                     | Elvis Presley                    |
| 9 maj        | Stuck On You                                     | Elvis Presley                    |
| 16 maj       | Stuck On You                                     | Elvis Presley                    |
| 23 maj       | Cathy's Clown                                    | The Everly Brothers              |
| 30 maj       | Cathy's Clown                                    | The Everly Brothers              |
| 6 juni       | Cathy's Clown                                    | The Everly Brothers              |
| 13 juni      | Cathy's Clown                                    | The Everly Brothers              |
| 20 juni      | Cathy's Clown                                    | The Everly Brothers              |
| 27 juni      | Everybody's Somebody's Fool                      | Connie Francis                   |
| 4 juli       | Everybody's Somebody's Fool                      | Connie Francis                   |
| 11 juli      | Alley Oop                                        | Hollywood Argyles                |
| 18 juli      | I'm Not Sorry                                    | Brenda Lee                       |
| 25 juli      | I'm Not Sorry                                    | Brenda Lee                       |
| 1 augusti    | I'm Not Sorry                                    | Brenda Lee                       |
| 8 augusti    | Itsy Bitsy Teenie Weenie Yellow Polka Dot Bikini | Brian Hyland                     |
| 15 augusti   | It's Now or Never                                | Elvis Presley                    |
| 22 augusti   | It's Now or Never                                | Elvis Presley                    |
| 29 augusti   | It's Now or Never                                | Elvis Presley                    |
| 5 september  | It's Now or Never                                | Elvis Presley                    |
| 12 september | It's Now or Never                                | Elvis Presley                    |
| 19 september | The Twist                                        | Chubby Checker                   |
| 26 september | My Heart Has a Mind of Its Own                   | Connie Francis                   |
| 3 oktober    | My Heart Has a Mind of Its Own                   | Connie Francis                   |
| 10 oktober   | Mr. Custer                                       | Larry Verne                      |
| 17 oktober   | Save the Last Dance for Me                       | The Drifters                     |
| 24 oktober   | I Want to Be Wanted                              | Brenda Lee                       |
| 31 oktober   | Save the Last Dance for Me                       | The Drifters                     |
| 7 november   | Save the Last Dance for Me                       | The Drifters                     |
| 14 november  | Georgia on My Mind                               | Ray Charles                      |
| 21 november  | Stay                                             | Maurice Williams and the Zodiacs |
| 28 november  | Are You Lonesome Tonight?                        | Elvis Presley                    |
| 5 december   | Are You Lonesome Tonight?                        | Elvis Presley                    |
| 12 december  | Are You Lonesome Tonight?                        | Elvis Presley                    |
| 19 december  | Are You Lonesome Tonight?                        | Elvis Presley                    |
| 26 december  | Are You Lonesome Tonight?                        | Elvis Presley                    |